# Hackleburg
Hackleburg é uma cidade  localizada no estado americano do Alabama, no Condado de Marion.

## Demografia
Segundo o censo americano de 2000, a sua população era de 1527 habitantes.
Em 2006, foi estimada uma população de 1479, um decréscimo de 48 (-3.1%).

## Geografia
De acordo com o United States Census Bureau, a localidade tem uma área de 39,7 km², sem área coberta por água. Hackleburg localiza-se a aproximadamente 286 m acima do nível do mar.

## Localidades na vizinhança
O diagrama seguinte representa as localidades num raio de 24 km ao redor de Hackleburg.